# Jean Paul Rabuan
Jean Paul Rabuan est un homme politique français né le 6 janvier 1813 à Rennes (Ille-et-Vilaine) et décédé le 29 décembre 1884 à Rennes.
D'abord soldat puis sous-officier dans l'armée d'Afrique, il devient ensuite avocat à Rennes. il est député d'Ille-et-Vilaine de 1848 à 1849, siégeant à droite. Sous le Second Empire, il devient procureur, puis conseiller à la Cour d'Appel de Rennes, qu'il quitte en 1872.

## Sources
- « Jean Paul Rabuan », dans Adolphe Robert et Gaston Cougny, Dictionnaire des parlementaires français, Edgar Bourloton, 1889-1891 [détail de l’édition]